# Une jeunesse qui s'enfuit
Une jeunesse qui s'enfuit  est le troisième album publié dans la série Donjon Potron-Minet de la saga Donjon, numéroté -97, dessiné par Christophe Blain, écrit par Lewis Trondheim et Joann Sfar, mis en couleur par Walter et publié en mai 2003.